# Côme Ier d'Alexandrie (Copte)
Côme ou Cosmas Ier d'Alexandrie est un  patriarche copte d'Alexandrie de  mars 729 au 24 juin 730

## Contexte
Originaire du village d'Abi-Sair, il devient moine au Monastère Saint-Macaire de Scété. Il est consacré patriarche contre sa volonté le dimanche 30e jour du mois de  Baramhat, 445 A.M. du calendrier copte (c'est-à-dire mars 729 A.D.). Selon le Synaxaire copte il meurt le 3e jour de Paona de l'an 446 de l'Ère des Martyrs